# Vila do Arco
Vila do Arco é uma telenovela brasileira exibida pela TV Tupi, entre 11 de agosto e 24 de dezembro de 1975, às 20h30, e contou com 100 capítulos.
Foi escrita por Sérgio Jockyman, baseada no romance O Alienista de Machado de Assis e dirigida por Luiz Gallon.
Dos 100 capítulos originalmente exibidos, apenas 12 foram preservados, estando sob a guarda da Cinemateca Brasileira.
O final da novela foi antecipado em muitos capítulos pela baixa audiência e para que a Tupi encerrasse a faixa das 20h:30min para telenovelas.

## Enredo
Simão Bacamarte chega à Vila do Arco e depara-se que a cidade não possui asilo. Com a ajuda dos milionários locais, ele logo funda um hospício e, como consequência, logo toda a vila está internada.

## Elenco
- Laerte Morrone - Simão Bacamarte
- Maria Isabel de Lizandra - Carolina da Costa Mascarenhas
- Rodrigo Santiago - Martim Brito
- Célia Helena - Severina Borges
- Elias Gleizer - Porfírio Caetano das Neves (Porfírio Canjica)
- Liana Duval - Dona Evarista
- Sidnéia Rossi - Dona Idália
- Herson Capri - Costa (foi o primeiro trabalho em telenovelas de Herson Capri[4])
- Nize Silva
- Geraldo Del Rey - Vereador Sebastião Freitas
- Isadora de Farias - Hortência Linhares
- Kleber Afonso - Cícero Linhares
- Edwin Luisi - Gil Bernardes
- Rogério Márcico - Padre Lopes
- Ivete Bonfá - Leopoldina
- Older Cazarré - Boticário Crispim Soares
- Kito Junqueira - Romeu Caetano das Neves (Romeu Canjica)
- Vera Paxie - Isaura
- Sebastião Campos - João Pina
- Sílvio Francisco - Vereador Rui Galvão
- Solange Theodoro
- Riva Nimitz - Adelaide
- Sérgio Ropperto
- Nilda Maria - Cesária
- Osmar de Piere - Coelho
- Luiz Carlos Braga
- Newton Prado
- Deise Ruth
- Annamaria Barreto - Professora Helena
- Zildeth Montiel - Terezinha Matheus
- Maria Eugênia - Julieta Pina
- Henrique César - Juiz Capistrano
- Clenira Michel - Malvina
- Cleyde Ruth - Isabel
- Gésio Amadeu - Demétrio
- Luiz Serra - Curvino
- Jack Militello - Fabrício
- Célia Paixão - Iaiá
- Floriza Rossi - Rosita
- Deivy Rose
- Sérgio Galvão
- Glória Nascimento
- Ivan Lima
- João Acaiabe
- Neuza Borges